# Haemodiasma tessellata
Haemodiasma tessellata är en insektsart som beskrevs av Brunner von Wattenwyl 1895. Haemodiasma tessellata ingår i släktet Haemodiasma och familjen vårtbitare. Inga underarter finns listade i Catalogue of Life.